# Prochoerodes bolivari
Prochoerodes bolivari là một loài bướm đêm trong họ Geometridae.